# Звонарек, Ловро
Ловро Звонарек (хорв. Lovro Zvonarek; родился 8 мая 2005, Загреб) — хорватский футболист, полузащитник немецкого клуба «Бавария», выступающий на правах аренды за швейцарский «Грассхоппер».

## Клубная карьера
Уроженец Прелога, Звонарек начал выступать в молодёжной команде клуба «Славен Белупо» из Копривницы в 2015 году в возрасте 10 лет. 12 мая 2021 года дебютировал в основном составе «Славена» в матче Первой хорватской футбольной лиги против «Риеки». 22 мая 2021 года забил свой первый гол за клуб в матче против «Вараждина». В возрасте 16 лет и 14 дней он стал самым молодым автором гола в высшем дивизионе чемпионата Хорватии, побив рекорд Алена Халиловича.
В сентябре 2021 года немецкая «Бавария» объявила о соглашении по трансферу Звонарека. Переход игрока в немецкий клуб состоялся летом 2022 года. 27 января 2024 года дебютировал в основном составе «Баварии» в матче Бундеслиги против «Аугсбурга».

## Карьера в сборной
Выступал за сборные Хорватии до 15, до 16, до 17, до 18, до 19 лет и до 21 года.